# Scaphocalyx
Scaphocalyx är ett släkte av tvåhjärtbladiga växter. Scaphocalyx ingår i familjen Achariaceae.
Kladogram enligt Catalogue of Life:
| Scaphocalyx | \| \| Scaphocalyx parviflora \| \| \| \| \| \| Scaphocalyx spathacea \| \| \| \| |
|             | \| \| Scaphocalyx parviflora \| \| \| \| \| \| Scaphocalyx spathacea \| \| \| \| |
|             | Scaphocalyx parviflora                                                           |
|             |                                                                                  |
|             | Scaphocalyx spathacea                                                            |
|             |                                                                                  |